# Pave Hilarius
Pave Hilarius 1. (død ca. 28. februar 468) var pave 461-468. Han blev helgenkåret efter sin død.
Hilarius var fra Sardinien og ærkediakon i Rom under Leo 1. Han blev valgt til pave sandsynligvis 17. november 461 og indsat 19. november samme år.
Som ærkediakon under Leo 1. kæmpede han energisk for pavestolens rettigheder og lige så energisk mod fordømmelsen af Flavian af Konstantinopel ved det andet koncil i Efesos i 449. I et brev til kejserinde Pulcheria fundet i pave Leos korrespondance undskylder Hilarius, at han ikke overbragte hende pavens brev efter koncilet. Det skyldtes Dioscurus fra Alexandria, der forsøgte at hindre ham i at tage til Rom eller Konstantinopel, og han havde derfor store problemer med at slippe væk og overbringe resultatet af koncilet til paven.
Som pave fulgte han kursen udstukket af hans forgænger Leo, som i en strid med Hilarius fra Arles om det kirkelige herredømme over Gallien af Valentinian III havde modtaget en berømt forordning i 445. Den anerkendte paven forrang over Gallien. Pave Hilarius fortsatte med at styrke disciplinen i pavestolens kontrol over biskopperne. I Narbonne var ærkediakon Hermes udnævnt til biskop af sin forgænger og indviet uden udtrykkelig godkendelse fra Leo 1. Hilarius sammenkaldte nu en synode i 462, der anerkendte Hermes som titulær biskop, men nægtede ham titlen ærkebiskop. Andre beslutninger kom til udtryk i en rundskrivelse og slog på øget disciplin: En synode skulle afholdes årligt af biskoppen af Arles, men alle vigtige forhold skulle afgøres hos paven. Ingen biskop måtte forlade sit stift uden en skriftlig tilladelse fra hans ærkebiskop, dog med ankemulighed til biskoppen i Arles. Kirkens ejendom kunne ikke afstås, uden at årsagen til salget var bedømt på en synode.
Kort efter blev paven inddraget i en ny strid mellem bispesæder: I 463 havde Mamertus fra Vienne indviet en biskop i Die, skønt denne kirke efter et dekret fra Leo 1. tilhørte ærkebispesædet i Arles. Da Hilarius hørte dette, overlod han Leontius fra Arles at indkalde til en stor synode, hvor biskopperne fra flere provinser skulle undersøge forholdene. Synoden fandt sted, og den resulterede i, at han udsendte et edikt dateret 25. februar 464, hvori biskop Veranus blev pålagt at give Mamertus en advarsel om, at hvis han ikke afholdt sig fra ureglementerede ordinationer, ville hans rettigheder blive frataget ham. Som følge heraf skulle udnævnelsen af biskoppen i Die godkendes af Leontius fra Arles. På den måde blev forrangen overholdt  for ærkebispesædet i Arles, som Leo 1. havde defineret. Samtidig blev biskopperne advaret mod at overskride deres beføjelser og at forlangt samlet til et årligt synode under forsæde af biskoppen fra Arles. Tilsvarende blev ansvaret for bispesæderne i Alpes-Maritimes sikret ærkebispesædet i Embrun.